# Nune Tumanian
Nune Tumanian (orm.) Նունե Թումանյան (ur. 23 października 1963 w Erywaniu, Armeńska Socjalistyczna Republika Radziecka) – ormiańska rzeźbiarka.

## Życiorys
Urodziła się w Erywaniu w czasach Związku Radzieckiego. Ukończyła Akademię Sztuki Hakopa Kodżojana, a następnie Akademię Panosa Terlemeziana. W latach 1984–1985 studiowała w Akademia Sztuk Pięknych w Leningradzie na wydziale rzeźby. Pracę magisterską obroniła na Erywańskim Państwowym Instytucie Teatru i Kinematografii (YSITC). Między 1995 i 2005 była wykładowcą tej uczelni.
Od 1996 jest członkiem Związku Artystów Armenii a od 2014 przewodniczącą wydziału rzeźby tego Związku.
Jej prace znajdują się w państwowych i prywatnych kolekcjach, w tym w Galerii Narodowej Armenii. Tworzy rzeźby głównie z brązu czasem w połączeniu z innymi materiałami jak szkło, drewno czy kamień. Jej sztuka wyraża nieskończenie bogaty świat duchowości człowieka.

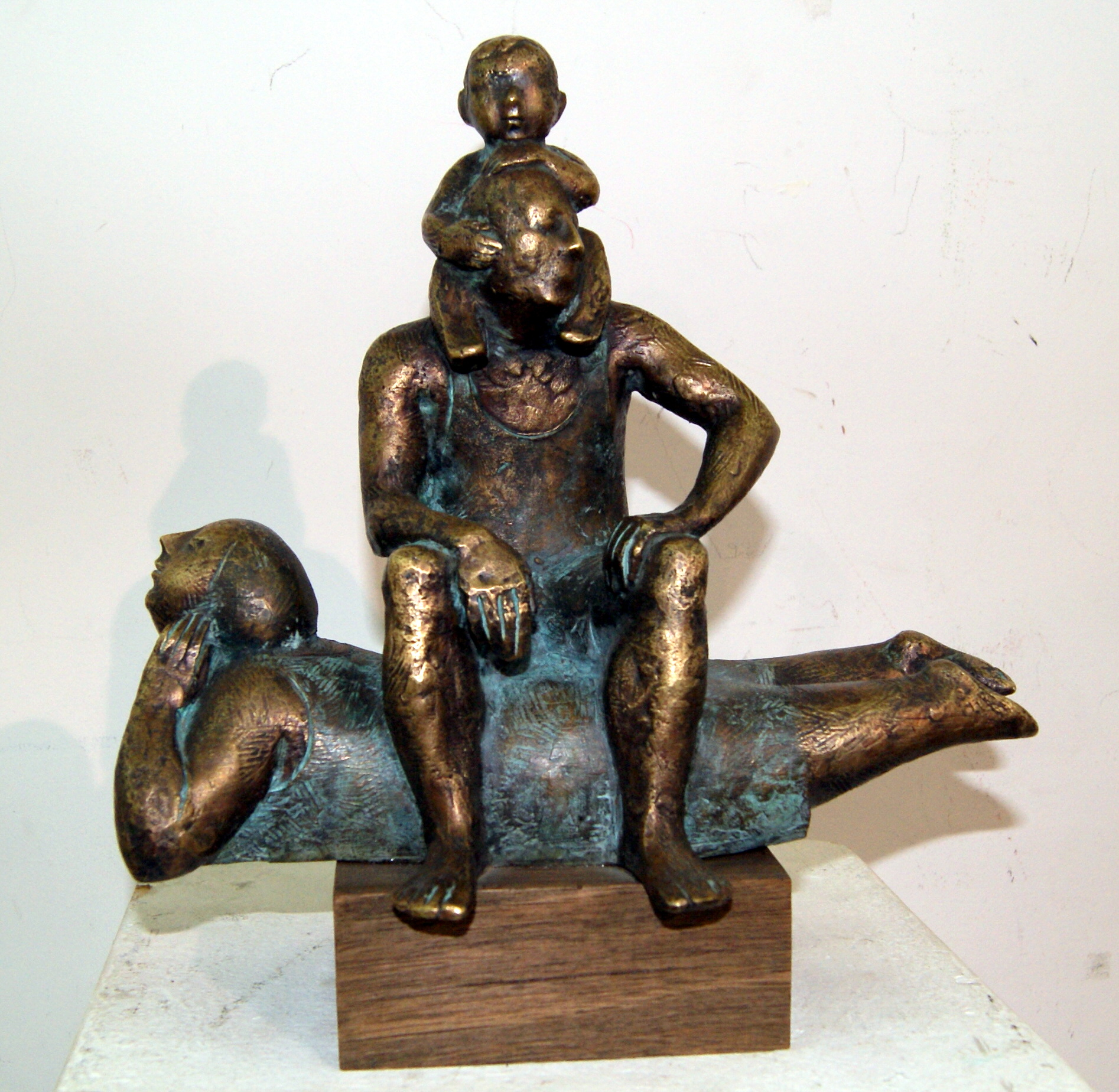

## Wystawy
Prace Nune były wystawiane w wielu galeriach na całym świecie, w tym w Narodowej Galerii Sztuki, Muzeum Literatury i Sztuki im. Charentsa (Erywań), Związku Artystóœ Armenii, Rezydencji Narodów Zjednoczonych, glaeriach w Petersburgu, Włoszech i innych.

## Nagrody
Otrzymała wiele międzynarodowych nagród, w tym na biennale w Rawennie we Włoszech w 1998 czy główną nagrodę Kobiety w Sztuce:Interpretacja Pokoju na wystawie w Szardży w Zjednoczonych Emiratach Arabskich w 2014